# رتنبورگ، زاکسن
شهر رتنبورگ، زاکسن (به آلمانی: Rothenburg, Saxony) در ایالت زاکسن در کشور آلمان واقع شده‌است.